# Eduardo Valdez Pérez del Castillo
Eduardo Valdez Pérez del Castillo (* 1920) ist ein ehemaliger peruanischer Diplomat.

## Leben
Eduardo Valdez Pérez del Castillo ist der älteste Sohn von Lily Perez del Castillo Echazú und Eduardo Valdez Ramirez, General der Feuerwehr von Lima. Er besuchte das Colegio de La Inmaculada und studierte an der Universidad Nacional Mayor de San Marcos Rechtswissenschaft, wo er 1943 zum Doktor der Rechte promoviert wurde. 1944 erhielt er die Zulassung als Rechtsanwalt und trat in den auswärtigen Dienst ein. 1955 war er Gesandtschaftssekretär zweiter Klasse unter Botschafter José Félix Aramburú Salinas in Bogotá. Er wurde in Santiago de Chile sowie 1967 als Gesandter in Managua, Den Haag und Genf beschäftigt.
Am 14. Februar 1967 unterzeichnete er in Tlatelolco den Tratado para la Proscripción de las Armas Nucleares en la America Latina. Vom 9. Juni 1969 bis 1970 war er Botschafter in La Paz. Am 2. November 1971 nahmen die Botschafter César de la Fuente Locker für Peru und Huang Hua für die Volksrepublik China in Ottawa mit der Unterzeichnung eines Vertrages diplomatische Beziehungen auf. Von 1971 bis zum 2. März 1975 war Eduardo Valdez Pérez del Castillo Botschafter in Peking. Vom 2. März 1975 bis 1976 leitete er die Academia Diplomática del Perú.
Von 1979 bis 1980 war er Botschafter in Ottawa.

## Veröffentlichungen
- Experiencias diplomáticas, 1992, 217 S.